# Teodora (sacerdotisa)
Teodora (em latim: Theodora) foi uma sacerdotisa pagã do século IV, ativo durante o reinado do imperador Juliano, o Apóstata (r. 361–363). Possivelmente nativa da Cilícia, é mencionada em 362, quando recebeu três cartas de Juliano, a quem ela havia enviado presentes e livros. Na mesma época, Teodora escreveu ao filósofo Máximo de Éfeso e queixou-se de relatos desfavoráveis sobre ela proferidos por Seleuco 1.